# Valparaiso (Florida)
Valparaiso es una ciudad situada en el condado de Okaloosa, Florida, Estados Unidos. Tiene una población estimada, a mediados de 2022, de 5069 habitantes.
Es parte del área metropolitana de Crestview-Fort Walton Beach-Destin.
Es una ciudad gemela con la vecina Niceville (Valparaiso-Niceville) y está situada en la región conocida como Emerald Coast.

## Historia
El empresario de Chicago James E. Plew, quien se mudó al noroeste de Florida en 1922, se convirtió en uno de los desarrolladores pioneros del noroeste de Florida y se decidió por Valparaíso como el lugar más apto para el desarrollo.
En 1934 Plew pensó que una base militar impulsaría la economía de la región afectada por la depresión, por lo que ofreció al Gobierno de los Estados Unidos unos 6 km² de tierra contigua con ese fin. La base se inauguró el 14 de junio de 1935 y constituyó la fundación de la Base de la Fuerza Aérea Eglin.
Desde entonces la historia de Valparaíso quedó entrelazada con la historia de la base. Muchos pilotos de la Segunda Guerra Mundial recibieron entrenamiento de artillería allí y los Tokyo Raiders, bajo el mando del general James Doolittle, entrenaron en uno de los campos auxiliares. Muchos de los Raiders se alojaron en Valparaiso durante su entrenamiento en Eglin. 
Hoy en día, muchos miembros militares y civiles de la Base de la Fuerza Aérea Eglin tienen sus hogares en Valparaiso.

## Geografía
La localidad está ubicada en las coordenadas 30°29′24″N 86°30′53″O / 30.49000, -86.51472. Según la Oficina del Censo de los Estados Unidos, tiene una superficie total de 30.63 km², de la cual 30.41 km² corresponden a tierra firme y 0.22 km² están cubiertos de agua.

## Demografía
Según el censo de 2020, en ese momento la localidad tenía una población de 4752 habitantes. La densidad de población era de 156.26 hab./km². El 76.52% de los habitantes eran blancos, el 4.90% eran afroamericanos, el 0.55% eran amerindios, el 3.47% eran asiáticos, el 0.32% eran isleños del Pacífico, el 2.00% eran de otras razas y el 12.25% eran de una mezcla de razas. Del total de la población, el 8.48% eran hispanos o latinos de cualquier raza.